# 文武站
文武站（朝鲜语：／ Munmu yŏk */?）是位于朝鮮民主主義人民共和國黄海北道瑞兴郡文武里的一個鐵路車站。屬於平釜線。

## 邻近车站
平釜线
興水站 - 文武站 - 石峴站